# Паралово (Новаци)
Паралово (мкд. Паралово) је насеље у Северној Македонији, у јужном делу државе. Паралово припада општини Новаци.

## Географија
Насеље Паралово је смештено у јужном делу Северне Македоније. Од најближег већег града, Битоља, насеље је удаљено 24 km источно.
Паралово се налазе у крајње источном делу Пелагоније, највеће висоравни Северне Македоније. Насељски атар обухвата западне падине Селечке планине, са поглед на пелагонско поље на западу. Надморска висина насеља је приближно 810 метара.
Клима у насељу је планинска због знатне надморске висине.

## Становништво
Паралово је према последњем попису из 2002. године имало 5 становника. 
Претежно становништво по последњем попису су етнички Македонци (100%).
Већинска вероисповест је православље.